# Pustunich
Pustunich es una localidad ubicada en el estado mexicano de Yucatán, en el municipio de Ticul que se encuentra en la zona sur poniente o Región VIII del mismo estado. Se localiza a una distancia de 86 km de la ciudad capital del estado, la ciudad de Mérida, a 3 km al sureste de Ticul.

## Toponimia
El significado de la palabra Pustunich en Idioma maya es piedra encorvada por derivar de los vocablos Pus, jorobado y Tunich, piedra.

## Historia
El sitio en el que hoy se encuentra Pustunich perteneció en tiempos prehispánicos al cacicazgo maya de los Tutul Xiúes. 
Declarada la independencia de Yucatán y su posterior anexión al resto de la república, el pueblo de Pustunich formó parte del Partido de la Sierra Alta, teniendo como cabecera a Tekax.

## Atractivos turistícos
El exconvento y templo de la Asunción (siglo XVIII) y la iglesia de la Purísima Concepción, de la misma época.